# Aleuroplatus epigaeae
Aleuroplatus epigaeae es un hemíptero de la familia Aleyrodidae, con una subfamilia: Aleyrodinae.
Fue descrita científicamente por primera vez por Russell en 1944.